# Paul Young
Paul Antony Young, född 17 januari 1956 i Luton, är en brittisk sångare, låtskrivare och musiker. 

## Biografi
Paul Young föddes den 17 januari 1956 i Luton i England. Han har två syskon, Mark och Joanne. Efter skolan började han arbeta på Vauxhall Motors factory, men på fritiden spelade han gärna basgitarr i olika band. Det första bandet han var frontfigur i var Kat Kool & The Kool Kats. År 1970 blev han medlem i bandet Streetband, som hade en top 40-hit i England (UK), "Toast". Deras högsta placering blev på en 18:e-plats år 1978. I december 1979 splittrades Streetband, och Paul Young bildade Q-Tips. Q-Tips etablerades som namn genom att spela live, men hade aldrig någon hit i England. Deras singel "Letter Song" hade dock en viss framgång i Europa. Q-Tips gick skilda vägar 1982, och Paul Young skrev kontrakt med CBS Records som ensam sångare. 
Hans två första singlar som soloartist, "Iron Out the Rough" och "Love of the Common People", blev inga succéer, men den tredje singeln, "Wherever I Lay My Hat (That's My Home)" blev nummer 1 på Englands singeltopplista i tre veckor under sommaren 1983 och den första av 14 brittiska top 40-singlar. Liknande succéer följde över hela Europa. I England nådde den påföljande singeln "Come Back and Stay" en 4:e plats, och den återigen släppta "Love of the Common People" klättrade till en 2:a plats, medan albumet No Parlez sålde platina i flera länder. Paul Youngs stil under den tiden var varm soul. 
1984 var ett svårt år för Paul Young då ett allvarligt halstillstånd påverkade hans sjungande. Han kunde inte sjunga under en stor del av det året, men tillfrisknade dock lite och gjorde ett berömt uppträdande under introt på Band Aid-singeln "Do They Know It's Christmas?". Paul Youngs röst försämrades sedan av en "klump" i halsen och av den påföljande operationen. Det ledde till en helt annan klang i hans comebacksingel "I’m Gonna Tear Your Playhouse Down". Han har fortsatt att ha röst- och halsproblem.
Paul Youngs största hit världen över kom 1985 med en version av Daryl Halls "Everytime You Go Away".
Han har därefter sjungit i Crowded House låt "Don’t Dream It's Over" under Nelson Mandelas 70-årsfirande 1988, producerat en populär duett, "Senza Una Donna", med den italienska sångaren Zucchero år 1991, och sjungit "Radio Ga Ga" med Queen 1992 under en hyllningskonsert för den avlidne Freddie Mercury.

## Personligt
Paul Young mötte sin blivande fru, modellen Stacey Smith (1963–2018) under det att han gjorde videon till "Come Back and Stay" 1983. I maj 2006 blev det känt att paret hade separerat men har senare återförenats. De har tre barn tillsammans: Levi (f. 1987),  Layla (f. 1994) och Grady-Cole (f. 1996). Stacey avled i hjärncancer 2018.

## Diskografi

### Album
Studioalbum
- 1983 – No Parlez (#79 US, #1 UK)
- 1985 – The Secret of Association (#19 US, #1 UK)
- 1987 – Between Two Fires (#77 US, #4 UK)
- 1990 – Other Voices (#142 US, #4 UK)
- 1993 – The Crossing (#27 UK)
- 1994 – Reflections (#64 UK)
- 1997 – Paul Young (#39 UK)
- 2006 – Rock Swings – On the Wild Side of Swing
- 2016 – Good Thing (#87 UK)

Livealbum
- 1984 – Come Back... Live
- 2019 – Live At Rockpalast 1985 (med The Royal Family)

Samlingsalbum (urval)
- 1990 – From Time to Time - The Singles Collection (#1 UK)
- 1993 – Love Hurts (med Q-Tips) (#93 UK)
- 1995 – Best Ballads
- 1996 – Love Songs (#93 UK)
- 1999 – Simply the Best
- 2000 – Best of Paul Young
- 2001 – Love Will Tear Us Apart
- 2002 – Greatest Hits
- 2003 – Super Hits
- 2003 – The Essential Paul Young (#27 UK)
- 2007 – Collections
- 2008 – Hit Collection
- 2008 – Wherever I Leave My Hat: The Best of Paul Young
- 2013 – Remixes and Rarities
- 2015 – Tomb of Memories

### Singlar
- 1983 – "Wherever I Lay My Hat (That's My Home)" (#1 UK, #70 US)
- 1983 – "Come Back and Stay" (#4 UK, #22 US)
- 1983 – "Love of the Common People" (#2 UK (re-release), #45 US)
- 1984 – "I'm Gonna Tear Your Playhouse Down" (#9 UK, #13 US)
- 1984 – "Everything Must Change" (#9 UK)
- 1985 – "Everytime You Go Away" (#4 UK, #1 US)
- 1985 – "Tomb of Memories" (#16 UK)
- 1986 – "Wonderland" (#24 UK)
- 1986 – "Some People" (#56 UK, #65 US)
- 1987 – "Why Does a Man Have to Be Strong" (#63 UK)
- 1990 – "Softly Whispering I Love You" (#21 UK)
- 1990 – "Oh Girl" (#25 UK, #8 US)
- 1990 – "Heaven Can Wait" (#71 UK)
- 1991 – "Calling You" (#57 UK)
- 1991 – "Senza Una Donna (Without a Woman)" (som "Zucchero featuring Paul Young") (#4 UK)
- 1991 – "Both Sides, Now" (med Clannad) (#74 UK)
- 1991 – "Don't Dream (It's Over)" (med Paul Carrack) (#20 UK)
- 1992 – "What Becomes of the Brokenhearted" (#22 US)
- 1993 – "Now I Know What Made Otis Blue" (#14 UK)
- 1993 – "Hope in a Hopeless World" (#42 UK)
- 1994 – "It Will Be You" (#34 UK)
- 1997 – "I Wish You Love" (#33 UK)
- 2010 – "Come Back" (med Chicane) (#151 UK)